# Estação Gran Vía

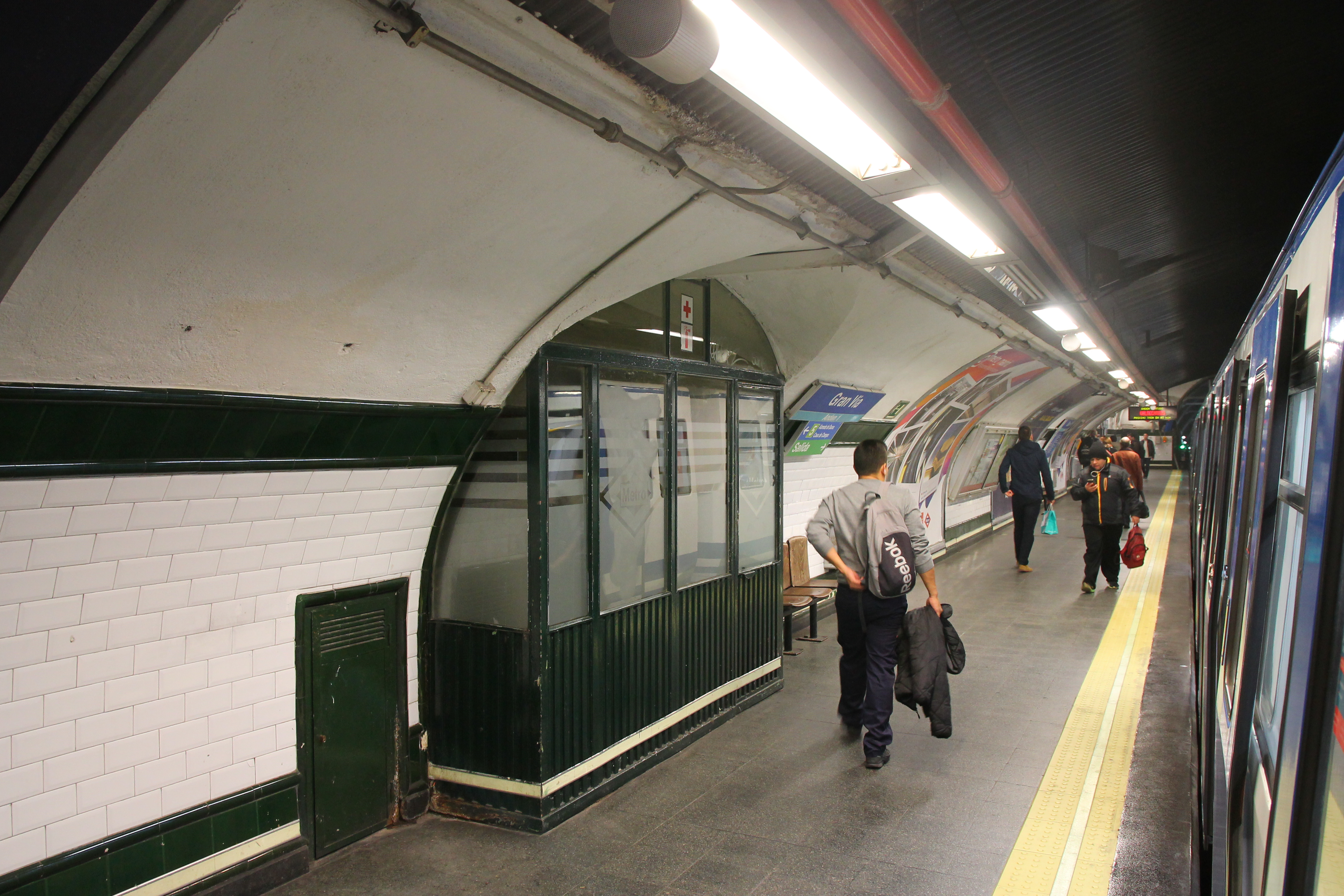
Estação Gran Vía, plataforma de embarque.

Gran Vía é uma estação da Linha 1 e Linha 5 do Metro de Madrid. 

## História
A estação da linha 1 foi inaugurada em 17 de otubro de 1919, e a da linha 5 entrou em operação em 26 de fevereiro de 1970.